# جورج إدوارد كيمبل
جورج إدوارد كيمبل (بالإنجليزية: George Edward Kimball)‏ هو صحفي أمريكي، ولد في 20 ديسمبر 1943 في غراس فالي في الولايات المتحدة، وتوفي في 6 يوليو 2011.